# Академічний персонал
Академічний персонал, також відомий як викладацький склад (вживається у Північній Америці) або академіки (вживається в Британії, Австралії та Новій Зеландії), — це нечіткі терміни, які описують викладачів або дослідницький персонал школи, коледжу, університету чи науково-дослідного інституту.
В британському та австралійському/новозеландському варіантах англійської мови «факультет» зазвичай означає підрозділ університету (зазвичай групу кафедр).
Тоді як у Північній Америці «викладацький склад» відноситься до людей, які викладають і досліджують, і відрізняється від «персоналу», який найнятий для адміністративних, операційних та допоміжних функцій. Наприклад, у Посібнику для викладачів Бостонського університету викладацький склад охоплює асистентів, доцентів та професорів, тих, хто має професорські звання, модифіковані на «дослідження», «клінічні» та «практики», викладачів всіх рангів та інструкторів.
У Сполучених Штатах і деяких частинах Канади університети, технікуми та навіть деякі середні та початкові школи використовують термін викладацький склад. Інші установи (наприклад, навчальні лікарні чи некомерційні дослідницькі інститути) також можуть використовувати цей термін, розуміючи під ним робочий персонал. У деяких районах США термін академічний персонал може бути синонімом до простого персоналу, який натомість стосується персоналу, який переважно не займається викладанням чи дослідженнями.
Регулюючий орган вищої освіти в Індії, Комісія з університетських грантів, тлумачить поняття академічного персоналу як викладачів, бібліотекарів та працівників фізичного виховання.
У таких країнах, як Філіппіни, факультет використовується у ширшому значенні для позначення викладацького складу базового або вищого навчального закладу.

## Огляд
У багатьох університетах адміністративний персонал (наприклад, завідувачі кафедр, декани, віце-президенти, президенти та бібліотекарі) також є частиною викладацького складу; багато з них починають (і залишаються) професорами. У деяких університетах різниця між «академічним факультетом» і «адміністративним факультетом» чітко простежується через те, що перші працюють за контрактом дев'ять місяців на рік, тобто вони можуть зосередитися на своїх дослідженнях (і, можливо, бути відсутніми в кампусі) в літній період, тоді як останні укладають договір на дванадцять місяців на рік. Ці два типи академіків іноді називають «дев'ятимісячним викладачем» і «дванадцятимісячним викладачем». Викладачам, які отримують зарплату тільки за дев'ять місяців, як правило, дозволяється шукати зовнішні кошти від грантових агентств для часткової або повної підтримки їх дослідницької діяльності протягом літнього періоду.
Бібліотекарі — це особливий випадок, оскільки вони є освітянами, як і викладачі факультетів, що присуджують дипломи, а не обов'язково адміністраторами, які мають управлінські обов'язки, як-от декани, президенти та віце-президенти.
Більшість викладачів університету мають ступінь доктора філософії. або еквівалентний ступінь найвищого рівня у своїй галузі. Деякі викладачі професійних або інших установ, які пов'язані з певним університетом (наприклад, викладають деякі курси або керують аспірантами), але не мають професорської посади, можуть бути призначені викладачами на неповний робочий день.
У Північній Америці професорсько-викладацький склад є окремою категорією від персоналу, хоча члени обох груп є працівниками закладу, про який йдеться. Це відрізняється, наприклад, від британського (і європейського, австралійського та новозеландського) використання, за яким усі працівники закладу є співробітниками або за академічними, або за професійними (тобто неакадемічними) контрактами.

## Критика
Загальне збільшення частки адміністративного персоналу та зменшення частки викладацького та наукового персоналу піддаються критиці.